# Tulebras
Tulebras es un municipio español de la Comunidad Foral de Navarra, situado en la Merindad de Tudela, en la Comarca de Tudela y a 107 km de la capital de la comunidad, Pamplona. Su población en 2024 era de 155 habitantes (INE). Su término municipal tiene una superficie de 3,823 km² y limita al norte, oeste y este con el municipio de Cascante y al sur con los de Barillas y Monteagudo.
En el municipio se localiza el Monasterio de Santa María de la Caridad, primera fundación cisterciense en España.

## Símbolos
El escudo de armas del lugar de Tulebras tiene el siguiente blasón:

Trae de gules y las cadenas de Navarra de oro. Por timbre un yelmo empenachado.

Este escudo lo viene usando desde el año 1841 y hasta esa fecha usó las armas del Monasterio de Santa María de la Caridad, del que dependía administrativamente, el cual tiene el siguiente blasón:

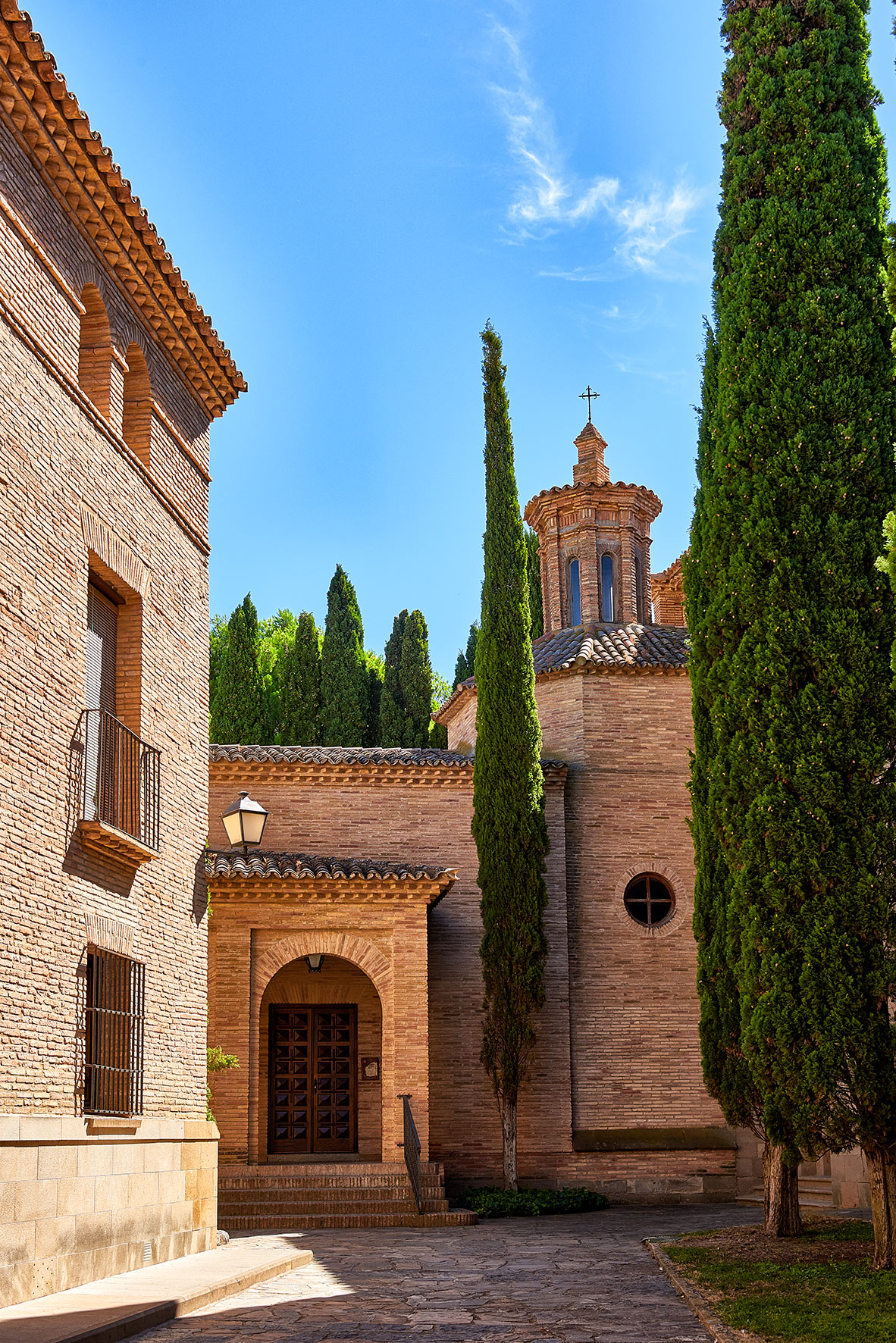
Monasterio de Santa Maria de la Caridad de Tulebras

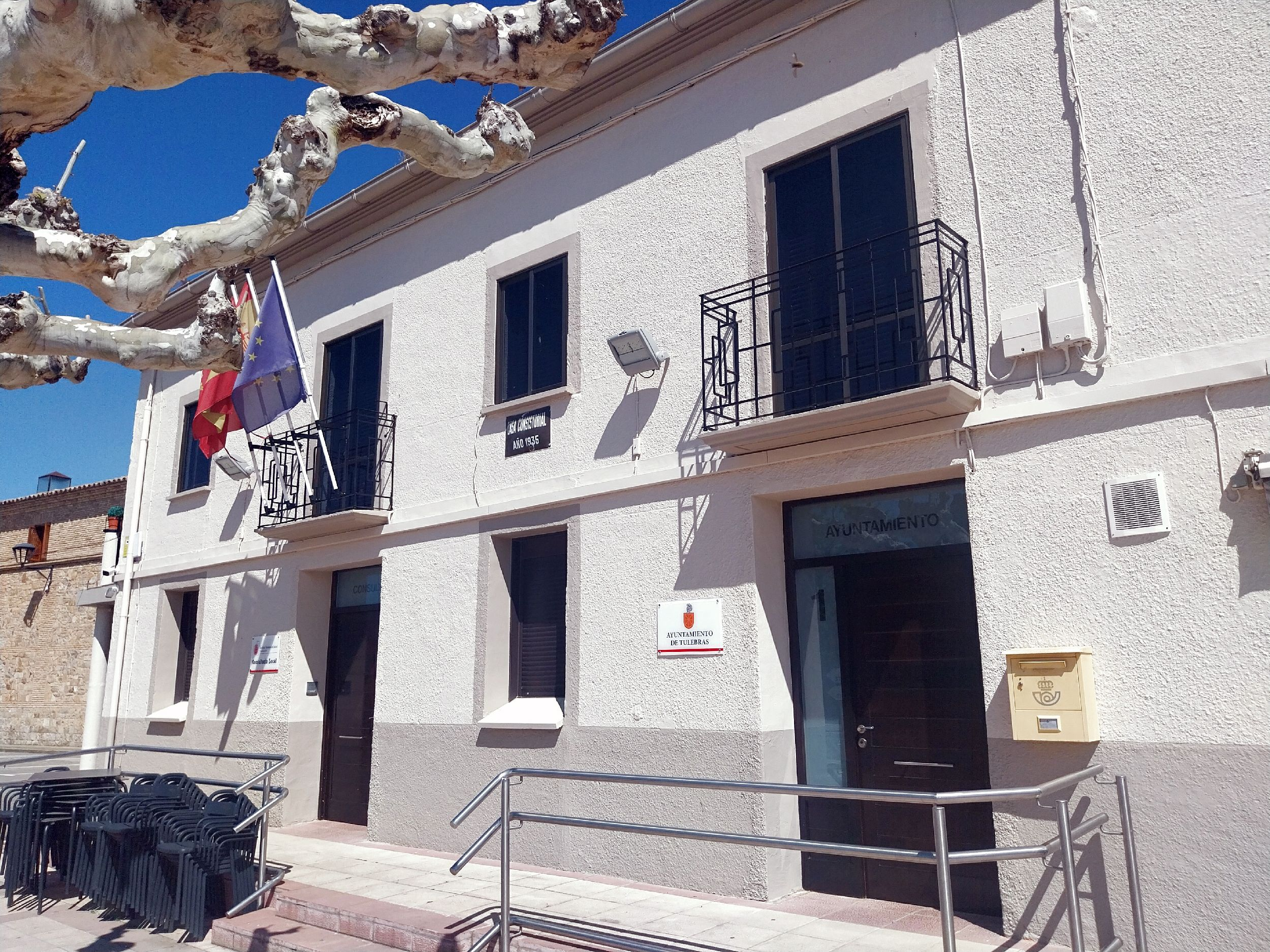
Ayuntamiento de Tulebras

Cuartelado en cruz. 1.° de plata y una mitra de oro. 2.° de gules y un báculo de oro. 3.° las cadenas del reino y 4.° de plata y una T con una corona abierta de oro.

## Geografía
Integrado en la comarca de Ribera de Navarra, se sitúa a 106 kilómetros de Pamplona. El término municipal está atravesado por la carretera nacional N-121-C y por una carretera local que conecta con Barillas. El relieve del municipio está definido por el valle del río Queiles al este y una zona más elevada hacia el oeste. La altitud oscila entre los 380 metros al oeste y los 365 metros a orillas del río Queiles. El pueblo se alza a 372 metros sobre el nivel del mar.
Desde 1885 hasta 1972, tenía un apeadero de ferrocarril de la Línea Tudela-Tarazona, Actualmente es la Vía verde del Tarazonica.
| Noroeste: Cascante   | Norte: Cascante | Noreste: Cascante         |
| Oeste: Cascante      |                 | Este: Cascante y Barillas |
| Suroeste: Monteagudo | Sur: Monteagudo | Sureste: Barillas         |

## Demografía
Tulebras cuenta con una población de 155 habitantes (INE 2024).
| Gráfica de evolución demográfica de Tulebras entre 1842 y 2021                                                      |
| |
| Población de derecho según los censos de población del INE Población de hecho según los censos de población del INE |

## Administración y política
| Partido político                           | 2019  | 2019       | 2015  | 2015       | 2011  | 2011       | 2007  | 2007       | 2003  | 2003       | 1999  | 1999       | 1995  | 1995       |
| Partido político                           | %     | Concejales | %     | Concejales | %     | Concejales | %     | Concejales | %     | Concejales | %     | Concejales | %     | Concejales |
| Agrupación Independiente de Tulebras (AIT) | 46,67 | 5          | 58,44 | 5          | 53,57 | 5          | 62,11 | 5          | 55,95 | 5          | 59,76 | 5          | 53,85 | 5          |